# إيرني جينينغز
إيرني جينينغز (بالإنجليزية: Ernie Jennings)‏ هو لاعب كرة قدم أمريكية أمريكي، ولد في 30 يناير 1949 في أتشيسون في الولايات المتحدة.

## وصلات خارجية
- إيرني جينينغز على موقع كلية كرة القدم في سبورتس رفرنس.كوم (الإنجليزية)